# Orchestre symphonique de l'Estuaire
L'Orchestre symphonique de l'Estuaire (OSE) est un orchestre symphonique québécois établi à Rimouski au Québec (Canada). Il est fondé en 1993 par Pierre Mongrain qui le dirige jusqu'en 2005, date à laquelle Luc Chaput en prend la direction jusqu'en juin 2017 où il passe le flambeau à Dina Gilbert.

## Mission
L'orchestre s'est donné comme mission de promouvoir la diffusion de la musique symphonique auprès des résidents des régions de l'est du Québec : le Bas-Saint-Laurent, la Gaspésie et la Côte-Nord. Elle permet aussi aux musiciens professionnels qui y habitent ainsi qu'aux étudiants du Conservatoire de musique de Rimouski d'exercer leur profession dans un ensemble musical professionnel.

## Histoire
La fondation de l'Orchestre symphonique de l'Estuaire est liée aux efforts et à la « détermination » de Pierre Montgrain pour doter la ville de Rimouski d'un orchestre symphonique. Pierre Montgrain est un violoniste promu du Conservatoire de musique de Québec en 1969 et de l'Académie de musique de Bâle en 1973. Il a d'abord mis sur pied et dirigé l'Orchestre symphonique du Conservatoire de musique de Rimouski pendant ses cinq années d'existence entre 1983 à 1987,. Par la suite, Mongrain a dirigé la Chorale du conservatoire ainsi que son orchestre à cordes de 1987 à 1994. Après avoir fondé l'orchestre en 1993, il en est devenu le directeur artistique et le chef d'orchestre en avril 1994.   
En 2004, l'organisme entreprend un exercice de réorganisation administrative et Pierre Mongrain annonce sa retraite comme chef d´orchestre de l'OSE, poste qu'il quitte en mai 2005,. Cette période voit aussi des tensions se manifester entre la direction de l'orchestre et les musiciens en relation avec une clause de leur contrat exigeant la pratique exclusive de la musique et les empêchent de travailler pour d'autres organismes du domaine de la musique,. La réorganisation se réalise en mai 2005, l’OSE revoyant les tâches de ses employés et son cadre administratif afin de diminuer ses frais d'exploitation. La cofondatrice et directrice de l'orchestre, Annie Lévesque quitte alors l'organisme et l'OSE recrute un nouveau chef d’orchestre qui a aussi la tâche de participer à la réorientation de l'OSE. Luc Chaput est nommé directeur artistique de l'orchestre et dirige son premier concert le 26 novembre 2005. Le nouveau directeur indique aussi qu'il tient à ce que l'OSE travaille en collaboration avec les organismes du milieu.
En juin 2017, la cheffe d'orchestre Dina Gilbert, succède à Luc Chaput à la tête de l'OSE.

## Direction
- Pierre Mongrain (1993–2005)
- Luc Chaput (2005-2017)
- Dina Gilbert (2017- )

## Composition de l'orchestre
L'orchestre compte 47 musiciens lors de la saison 2012-2013, mais présente quelquefois ses concerts avec plus de 50 musiciens.